# Urbe Bikini
Revista UB o Urbe Bikini es una publicación bimensual de entretenimiento para adultos, cuyo principal atractivo son las fotografías de las modelos y actrices más hermosas y sexys de Venezuela.  Desde septiembre de 2014 UB también se define como una página web, inscrito en la portal multimedios El Estímulo. 
Además de retratar a la belleza venezolana en bikini o ropa interior, UB se especializa en contenidos editoriales sobre sexo, cultura urbana, tecnología y otros temas destinados a hombres entre 18 y 45 años.

## Historia
Inspirada en publicaciones como Maxim o Stuff, Urbe Bikini es lanzada en 2003 como una extensión del semanario Urbe. Desde sus primeras publicaciones la revista se catapultó como la primera con éxito en su rama editorial.
La publicación fue creada por el redactor jefe y director creativo de Urbe, Gabriel Torrelles, y el publicista Carlos Lizarralde, quienes en junio de 2005 vendieron la compañía a la empresa editorial más grande del país, en su momento, Cadena Capriles.
Torrelles se mantuvo hasta noviembre de 2006 al frente de UB, siendo sustituido por Juan Pablo Fernández-Feo, joven periodista que se desarrollaba como uno de los principales redactores creativos de la publicación y quien venía de dirigir la revista de tendencias Vida Roja.
A finales del 2008 la revista cambió de nombre oficialmente. De Urbe Bikini pasó a llamarse UB. Al término de 2009, Cadena Capriles decidió vender la publicación al Grupo IguanaBlue, quienes mantienen la revista con una publicación bimensual y en la página web elestimulo.com.
A partir de su compra por el grupo editorial IguanaBlue, UB ha sido dirigida y editada por Eric Colón Moleiro, periodista con larga trayectoria en el área de producción de revistas. Su paso por la revista Antesala, Zero, Blitz, Dmente, además de su colaboración y trabajo en los inicios del semanario Urbe lo calificaron para continuar al frente de la revista. 
Algunas de las celebridades venezolanas que han posado para la revista son: Gaby Espino, Norkys Batista, Chiquinquirá Delgado, Bebsabé Duque, Alicia Machado, Christina Dieckmann, Marjorie de Sousa, Paula Woyzechowsky, Norelys Rodríguez, Annarella Bono, Roxana Díaz y Jalymar Salomón, entre otras.
El primer fotógrafo en trabajar para la revista Urbe Bikini fue Juan Carlos Castillo (OZFILMS), quien después de la primera sesión de fotos de la revista y por muchos años trabajó junto a esta. Después del inicio de la revista también participaron; Jorge Parra, Alberto Hernández y Daniel Alonso, también reconocidos fotógrafos de internacionales. Junto a los productores destacan en su inicio; Seneidy Dávila y Héctor Trejo, quienes trabajaron en la revista desde sus primeros pasos en el mundo editorial, aportando ideas y también más tarde impresiones fotográficas. Otro productor importante que participó en la revista ha sido Alejandro Cremades quien también se ha destacado como fotógrafo de la revista.